# Премія Вольфа з фізики
Премію Вольфа з фізики присуджує раз на рік Фонд Вольфа. Це одна з шести премій Вольфа, які вручає Фонд з 1978.

## Лауреати премії
| Рік вручення | Лауреат                                               | Країна                                         | Формулювання |
| ------------ | ----------------------------------------------------- | ---------------------------------------------- | --- |
| 1978         | Ву Цзяньсюн                                           | КНР / США                                      | За дослідження сил слабкої взаємодії, що сприяли встановленню точної форми, а також незбереження парності, для цього виду сил. |
| 1979         | Джордж Уленбек                                        | Нідерланди / США                               | За відкриття, спільно з нині покійним С. А. Гаудсмітом, спіну електрона. |
| 1979         | Джузеппе Оккіаліні                                    | Італія                                         | За внесок у відкриття народження електронних пар і заряджених піонів. |
| 1980         | Майкл Фішер Лео Каданов Кеннет Геддес Вільсон         | США                                            | За новаторські розробки, що завершилися створенням загальної теорії критичної поведінки в переходах між різними термодинамічними фазами матерії. |
| 1981         | Фрімен Дайсон Герард 'т Гофт Віктор Фредерік Вайскопф | Велика Британія / США Нідерланди Австрія / США | За видатний внесок у теоретичну фізику, особливо у розвиток квантової теорії поля та її додатків. |
| 1982         | Леон Ледерман Мартін Льюїс Перл                       | США                                            | За несподіване експериментальне відкриття нових частинок, що формують третє покоління кварків і лептонів. |
| 1983/4       | Ервін Хан                                             | США                                            | За відкриття ядерних спинових лун та ефекту самоіндукованої прозорості. |
| 1983/4       | Пітер Гірш                                            | Велика Британія                                | За розробку використання трансмісійного мікроскопа як універсального інструменту для вивчення структури кристалічних речовин. |
| 1983/4       | Теодор Майман                                         | США                                            | За реалізацію першого працюючого лазера, імпульсного трирівневого рубінового лазера. |
| 1985         | Коньєрс Геррінг Філіпп Ноз'єр                         | США Франція                                    | За вагомий внесок у фундаментальну теорію твердих тіл, особливо теорію поведінки електронів у металах. |
| 1986         | Мітчелл Фейгенбаум                                    | США                                            | За піонерські теоретичні дослідження, що довели універсальний характер нелінійних систем, який уможливив систематичне вивчення хаосу. |
| 1986         | Альбер Лібшабер                                       | Франція / США                                  | За блискучу експериментальну демонстрацію переходів до турбулентності і хаосу у динамічних системах. |
| 1987         | Герберт Фрідман                                       | США                                            | За піонерські дослідження сонячного рентгенівського випромінювання. |
| 1988         | Роджер Пенроуз Стівен Гокінг                          | Велика Британія                                | За блискучий розвиток загальної теорії відносності, в якому вони показали неминучість космологічних сингулярностей і пояснили фізику чорних дір. У своїй роботі вони значно поглибили наше розуміння походження і можливої долі Всесвіту.                                                          |
| 1989         | Премія не присуджувалася                              |                                                | |
| 1990         | П'єр Жиль де Жен Девід Таулесс                        | Франція Велика Британія / США                  | За широкий спектр піонерських внесків у наше розуміння організації складних конденсованих систем: де Жену — особливо за його роботи з макромолекулярних речовин та рідких кристалів, Таулесу — за роботи з невпорядкованих та низьковимірних систем.                                               |
| 1991         | Моріс Гольдхабер Валентин Телегді                     | США Швейцарія / США                            | За незалежний плідний внесок у ядерну фізику і фізику елементарних частинок, що особливо стосується слабких взаємодій за участю лептонів. |
| 1992         | Джозеф Тейлор молодший                                | США                                            | За відкриттярадіо-пульсара, що обертається та його використання для підтвердження загальної теорії відносності з високою точністю. |
| 1993         | Бенуа Мандельброт                                     | Франція / США                                  | За усвідомлення широкого поширення фракталів і розвиток математичних методів для їхнього опису; він змінив наш погляд на природу. |
| 1994         | Намбу Йоїтіро                                         | Японія / США                                   | За внесок в теорію елементарних частинок, включаючи усвідомлення ролі спонтанного порушення симетрії за аналогією з теорією надпровідності, і за відкриття колірної симетрії сильних взаємодій. |
| 1996/1997    | Джон Арчибальд Вілер                                  | США                                            | За плідний внесок у фізику чорних дір, квантову гравітацію, а також у теорію ядерного розсіювання і теорію поділу ядра. |
| 1998         | Якір Ааронов Майкл Беррі                              | Ізраїль Велика Британія                        | За відкриття топологічної та геометричної фаз хвильової функції, а саме ефекту Ааронова - Бома, фази Беррі, і за їх впровадження у фізиці. |
| 1999         | Дан Шехтман                                           | Ізраїль                                        | За експериментальне відкриття квазікристалів, неперіодичних твердих тіл з далеким порядком, яке надихнуло дослідження нового фундаментального стану речовини. |
| 2000         | Раймонд Девіс Масатосі Косіба                         | США Японія                                     | За піонерські спостереження астрономічних явищ шляхом детектування нейтрино, що призвели до створення й розвитку напряму нейтринної астрономії. |
| 2001         | Премія не присуджувалася                              |                                                | |
| 2002/2003    | Бертран Гальперін Ентоні Легетт                       | США Велика Британія / США                      | За ключові припущення в широкому розмаїтті областей фізики конденсованого стану речовини: Леггета — в надплинності ізотопів рідкого гелію і в макроскопічних квантових явищах, Гальперіна — в двовимірному плавленні, розупорядкованих системах і в системах із сильною міжелектронною взаємодією. |
| 2004         | Робер Бру Франсуа Енглер Пітер Гіггс                  | Бельгія Велика Британія                        | За піонерську роботу, яка привела до розуміння механізму генерації маси всякий раз, коли локальна калібрувальна симетрія реалізується асиметрично у світі субатомних частинок. |
| 2005         | Деніел Клеппнер                                       | США                                            | За революційну роботу в атомної фізики воднеподібних систем, що включає дослідження з водневого мазеру, рідбергівських атомів та конденсації Бозе — Ейнштейна. |
| 2006/2007    | Альбер Ферт Петер Грюнберг                            | Франція Німеччина                              | За незалежне відкриття явища гігантського магнітного опору, що став основою нового напряму досліджень та програм — спінтроніки, в якому спін електрона використовують для зберігання і передачі інформації.                                                                                        |
| 2008         | Премія не присуджувалася                              |                                                | |
| 2009         | Премія не присуджувалася                              |                                                | |
| 2010         | Джон Клаузер Ален Аспе Антон Цайлінгер                | США Франція Австрія                            | За фундаментальний концептуальний і експериментальний внесок в основи квантової фізики, зокрема за серію дедалі складніших перевірок нерівностей Белла (або розширених версій цих нерівностей) з використанням заплутаних квантових станів.                                                        |
| 2011         | Максиміліан Гайдер Гаральд Розе Кнут Урбан            | Німеччина                                      | За розробку технології електронної мікроскопії зі скоригованими абераціями, що дозволила спостерігати окремі атоми з пікометровою просторовою роздільністю, що стало революційним досягненням для матеріалознавства.                                                                               |
| 2012         | Якоб Д. Бекенштейн                                    | Ізраїль                                        | за роботу над чорними дірами. |
| 2013         | Петер Цоллер Ігнасіо Сірак                            | Австралія Іспанія                              | за проривний внесок в галузях обробки квантової інформації, квантової оптики й фізики квантових газів. |
| 2014         | Не присуджувалася                                     |                                                | |
| 2015         | Джеймс Д. Бйоркен                                     | США                                            | за передбачення масштабних перетворень в глибокому непружному розсіянні, що призвело до ідентифікації точкових складових нуклонів. Він зробив суттєвий внесок у вияснення природи сильної взаємодії.                                                                                               |
| 2015         | Роберт П. Кіршнер                                     | США                                            | за створення групи, оточення й напрямку, що дозволили його аспірантам та постдокам відкрити прискорене розширення Всесвіту. |
| 2016         | Йозеф Імрі                                            | Ізраїль                                        | За піонерські дослідження фізики мезоскопічних та випадкових систем. |
| 2017         | Мішель Майор Дідьє Кело                               | Швейцарія                                      | За відкриття першої екзопланети, що обертається навколо схожої на Сонце зірки. |
| 2018         | Чарльз Беннетт Жиль Брассар                           | США Канада                                     | За їх спільну роботу у швидкозростаючій галузі квантової інформатики. |
| 2019         | Премія не присуджувалася                              | Премія не присуджувалася                       | Премія не присуджувалася |
| 2020         | Рафі Бістритцер Пабло Харільо-Ерреро Аллан Макдональд | Ізраїль Іспанія Канада/ США                    | За піонерську теоретичну та експериментальну роботу зі скрученого двошарового графену. |
| 2021         | Джорджо Паризі                                        | Італія                                         | За новаторські відкриття у невпорядкованих системах, фізиці елементарних частинок та статистичній фізиці. |
| 2022         | Анн Л'Юйє Пол Коркум Ференц Краус                     | Франція/ Швеція Канада Угорщина/ Німеччина     | За новаторський внесок у науку про надшвидкі лазери та аттосекундну фізику. |